# Katherine Bell
Katherine „Katie“ Bell (* 5. Februar 1988 in Columbus) ist eine US-amerikanische Wasserspringerin. Sie startet im 10-m-Turm- und Synchronspringen.
Bell kam mit 13 Jahren über das Turnen zum Wasserspringen. 2005 wurde sie in die Nationalmannschaft aufgenommen und startet seitdem bei internationalen Wettbewerben. Für die internationalen Saisonhöhepunkte konnte sie sich zunächst jedoch nicht qualifizieren. 2010 verletzte sich Bell an der Schulter und musste um die Fortsetzung ihrer Karriere bangen, sie kehrte jedoch im folgenden Jahr auf den Turm zurück und feierte bei der US-amerikanischen Meisterschaft mit Rang zwei vom 10-m-Turm und dem Titel mit Mary Beth Dunnichay im 10-m-Synchronspringen erfolgreiche nationale Titelkämpfe. Ihren bislang größten Erfolg errang Bell bei der Olympiaausscheidung 2012. Mit Platz zwei vom Turm qualifizierte sie sich für die Olympischen Spiele in London.
Bell hat in ihrer Heimatstadt an der Ohio State University studiert und startete auch für das Sportteam der Universität, den Buckeyes. Sie wurde dort von Vince Panzano trainiert. 2009 konnte sie im Turmspringen einen Titel bei den Collegemeisterschaften gewinnen.